# قطعنامه ۱۴۵۴ شورای امنیت
قطعنامه  ۱۴۵۴ شورای امنیت سازمان ملل متحد که در تاریخ ۳۰ دسامبر ۲۰۰۲ تصویب شد، سندی بین‌المللی دربارهٔ بررسی وضعیت میان عراق و کویت است. این قطعنامه طی نشست ۴۶۸۳ام با ۱۳ رای موافق، ۰ مخالف و ۲ ممتنع تصویب شد.